# Le Couteur Peak
Der Le Couteur Peak ist ein 2600 m hoher Berggipfel der Millen Range in den Victory Mountains des ostantarktischen Viktorialands. Er ragt zwischen dem Cirque Peak und dem Omega Peak auf.
Mitglieder der New Zealand Federated Mountain Clubs Antarctic Expedition (1962–1963) benannten ihn nach Peter Clifford Le Couteur (1939–2013), Geologe dieser Forschungsreise.